# 稲葉正武
稲葉 正武（いなば まさたけ）は、江戸時代中期の大名。安房館山藩の第2代藩主。

## 生涯
初代藩主・稲葉正明の4男。正室は相良藩嫡子・田沼意知の養女（田沼意致の娘）、継室は加納久周の娘。子は稲葉正盛（長男）。官位は従五位下、播磨守。
長兄の正令が廃嫡されたため、嫡子となる。寛政元年（1789年）、稲葉家の家督を相続する。寛政3年（1791年）、館山城脇に陣屋を構えた。文化9年（1812年）に隠居し、長男の正盛に家督を譲った。

## 系譜
父母
- 稲葉正明（父）

正室、継室
- 田沼意知の養女 ー 田沼意致の娘（正室）
- 加納久周の娘（継室）

子女
- 稲葉正盛（長男）生母は継室